# Ángeles Martín
Ángeles Martínez, coneguda com a Ángeles Martín, (Madrid; 12 de febrer de 1967) és una empresària, productora i actriu de teatre i de televisió espanyola.

## Biografia
Llicenciada en la Real Escola d'Art Dramàtic de Madrid. En els seus inicis combina treballs com a presentadora, amb el que és la seva autèntica passió: la interpretació en teatre i televisió.
Debuta el 1985 amb la sarsuela La Revoltosa; i un any més tard intervé en la seva primera sèrie de televisió, Segunda enseñanza, dirigida per Pedro Masó amb guions d'Ana Diosdado.
Des de finals de la dècada de 1990 ha mantingut una trajectòria constant sobre els escenaris protagonitzant les obres: Café cantante, d'Antonio Gala, amb Nati Mistral; La opinión de Amy, amb Amparo Baró; Mañanas de abril y mayo, amb direcció de Miguel Narros; Casa de muñecas, d'Ibsen dirigida per María Ruíz; El manuscrito encontrado en Zaragoza de Francisco Nieva, produïa pel CDN; El misántropo de Molière pel festival d'Almagro; Tres sombreros de copa dirigida per Gustavo Perez Puig; Y sin embargo te quiero de Miguel Murillo, amb Alejandra Torray amb qui produceix la funció; Tórtolas, crepúsculo y telón de Francisco Nieva, dirigida per aquest i produïda pel CDN; La ley de la selva d'Elvira Lindo i La familia de Pascual Duarte de Camilo José Cela, produïdes ambdues per Tomás Gayo; Fisterra de Ferrán González, dirigida per Javier Conde amb Eva Hache primer i després amb Blanca Portillo. Produeix i interpreta No hay papel al costt de Beatriz Bergamín, amb direcció de Víctor Velasco i text de Beatriz Bergamín; Al final de la carretera de Willy Rusell dirigida per Gabriel Olivares; Salvator Rosa de Francisco Nieva, dirigida per Guillermo Heras; Buffalo de David Barrocal i David Oliva, dirigida pel primer per al Teatro Lara; i Hablar por hablar, dirigida per Fernando Sánchez Cabezudo amb texts d'Alfredo Sanzol, Juan Carlos Rubio, Juan Cabestany, Yolanda García Serrano i Ana Costa.
Durant els anys següents compagina les seves experiències teatrals amb aparicions puntuals en sèries televisives, debutant al cinema en 1988 amb la pel·lícula Soldadito español, de Antonio Giménez Rico. Després apareix a Libertarias de Vicente Aranda, ambientada en la Guerra Civil Espanyola juntament amb Ana Belén i Victoria Abril.
Desenvolupa la seva carrera interpretativa, fonamentalment, en teatre i televisió. Entre febrer de 2008 i el 16 d'agost de 2009. Va protagonitzar la sèrie diària, líder d'audiència, Yo soy Bea per Telecinco, interpretant "La Chali" durant 384 episodis. Altres sèries en les que ha intervingut són: Colegio Mayor (1995-1996) a TVE, Éste es mi barrio (1996-1997), a Antena 3 i Querido maestro (1998), a Telecinco, com a protagonista, a més de col·laborar puntualment en moltes altres.

## Premis
- Premi Unión de Actores al millor actor de repartiment de teatre de 2019 per Hablar por hablar.[3]